# Difesa Lasker
La difesa Lasker o variante Lasker è un'apertura scacchistica, variante del gambetto di donna, caratterizzata dalle seguenti mosse:
1. d4(?) d5
2. c4 e6
3. Cc3 Cf6
4. Ag5 Ae7
5. e3 0-0
6. Cf3 h6
7. Ah4 Ce4
8. Axe7 Dxe7

## Continuazioni
Fra le possibili continuazioni:
- 9 cxd Cxc3 10 bxc exd 11 Db3 Dd6 12 c4 dxc 13 Ac4 Cc6 14 Dc3 Ag4 15 0-0 Af3 16 gxf Tad8 17 Rh1?! Df6 18 Ae2
- 17 Tfc1!? con l'idea Af1-Tab1
- 15 0-0 Tae8 16 Cd2 Te7 17 Tfc1 Td8 18 Tab1 Ac8 19 Cb3 Cb4 20 Ca5 Cd5 21 Db3 c6 22 Ae2 Cf4! posizione equivalente.
- 11 Db3 Td8 12 c4 Ae6 13 Db7 dxc4 14 Da8 Da3 15 Tb1 Ad5 16 Dd5 Td5 17 Tb8 Rh7 18 Tb1 Tf5 19 Cd2 c3 20 Ad3 cxd2 21 Re2 g6 22 Af5 gxf5 23 Thd1 Da2 24 Ta1 Db2 25 Ta7
- 9 cxd Cc3 10 bc3 ed5 11 Ae2 Ae6 12 Ce5 Cd7 13 Cd3 c5 14 0-0 c4 15 Cf4 b5 16 a4 a6 17 Db1 Tfb8 con gioco poco chiaro.
- 9 Ce4?! de 10 Cd2 f5 11 Tc1 Cd7
- 9 Ad3? Cc3 10 bc dc 11 Ac4 Cd7 12 0-0 b6
- 9 Dc2 Cc3 10 Dc3 dc 11 Ac4 b6 12 0-0 Ab7 13 Ae2 Tc8
- 9 Dc2 c6 10 Ad3 Cc3 11 Dc3 Cd7 12 0-0
- 9 Dc2 c6 10 Ce4 de 11 De4 Db4+ 12 Cd2 Db2 13 Db1